# 2014-es közgyűlési választás Heves megyében
A 2014-es megyei közgyűlési választásokat október 12-én bonyolították le, az általános önkormányzati választások részeként.
Heves megyében a szavazásra jogosultak fele, több mint százezer ember ment el szavazni. A szavazók öt lista jelöltjei közül választhattak.
A választásokat a Fidesz-KDNP nyerte meg – nyolc képviselőjük a többséget jelentette a tizenöt fős közgyűlésben. A Jobbik második, az MSZP harmadik lett. Bejutott a közgyűlésbe a DK, míg a Szociáldemokratáknak ez nem sikerült.
A közgyűlés a hivatalban lévő Szabó Róbertet, a Fidesz-KDNP képviselőjét választotta elnökévé.

## A választás rendszere

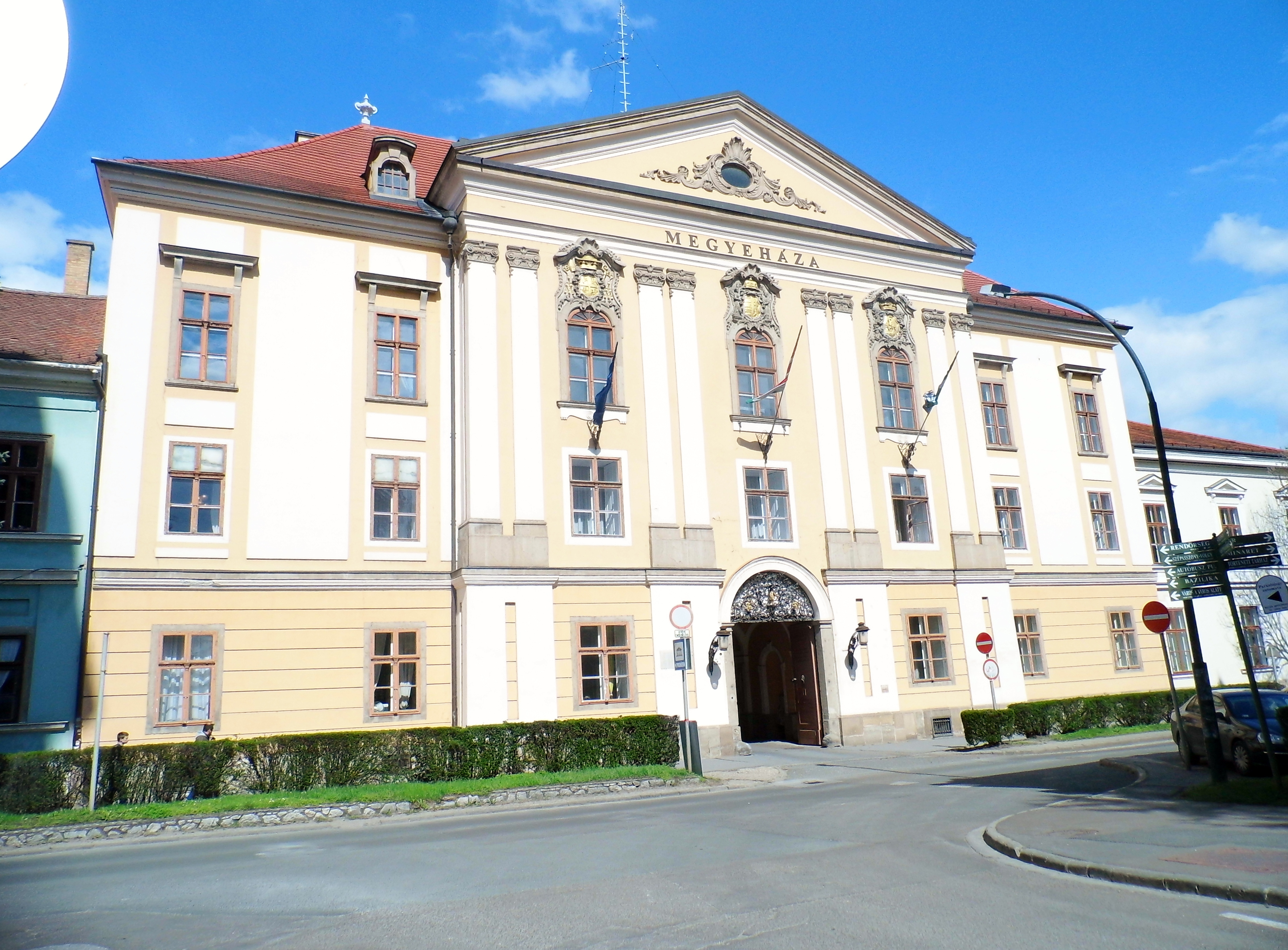
Megyeháza, Eger

A megyei közgyűlési választásokat az országosan megrendezett általános önkormányzati választások részeként tartották meg. A szavazók a településük polgármesterére és a helyi képviselőkre is ekkor adhatták le a szavazataikat.
A választás rendszerének alapját a 2010-ben elfogadott módosítások jelentették.
A közgyűlési választásokon a községek, nagyközségek és városok polgárai szavazhattak. A megyei jogú városban élők – mivel nem tartoztak a megye joghatósága alá – nem vettek részt a megyei közgyűlés megválasztásában.
A választók egy választókerületbe tartoztak, ahol listákra szavazhattak. A szavazatokat arányosan osztották el az érvényes szavazatok 5%-át – közös lista esetén 10/15%-át – elérő szervezetek között.
2014-ben a 2010-es választásokhoz képest két lényeges változás lépett érvénybe: egyrészt a képviselőket öt évre választották (a korábbi négy helyett), másrészt az ajánlások számát 0,5%-ra mérsékelték (a korábbi 1%-ról).

### Választókerület
|                            | Település | Lakó    | Választó- polgár | Megyei képviselő |
| -------------------------- | --------- | ------- | ---------------- | ---------------- |
| Közgyűlési választókerület | 120       | 254 443 | 206 181          | 15               |
| Megyei jogú város Eger     | 1         | 53 956  | (45 039)         | –                |
| Összesen                   | 121       | 308 399 | (251 220)        | 15               |

Heves megyében a közgyűlés létszáma 15 fő volt. A szabályok szerint a megyei közgyűlés létszáma a megye egészének lakosságszámához igazodott – függetlenül attól, hogy Eger polgárai nem szavazhattak a Heves megyei önkormányzat összetételéről. Ebben az évben a megyének 308 ezer lakója volt.
A közgyűlést a megye 110 községének és nagyközségének, valamint tíz városának polgárai választhatták meg. (A tíz városból ötben éltek ötezernél többen.)
A választásra jogosult polgárok száma 206 ezer volt. A polgárok kétharmada ezer és tízezer közötti lélekszámú településen élt, míg egynegyedük ennél nagyobb városokban lakott.
A legkevesebb választó a megye északi részén található Kisfüzesen (132 polgár) és Terpesen (153 polgár) lakott, a legtöbb pedig Gyöngyösön élt (25 315 polgár).
| A közgyűlés választóinak eloszlása településméret szerint | A közgyűlés választóinak eloszlása településméret szerint | A közgyűlés választóinak eloszlása településméret szerint | A közgyűlés választóinak eloszlása településméret szerint | A közgyűlés választóinak eloszlása településméret szerint           |
| Településméret (lakók száma)                              | Település                                                 | Választójogosult                                          | Választójogosult                                          | Megjegyzés                                                          |
| --------------------------------------------------------- | --------------------------------------------------------- | --------------------------------------------------------- | --------------------------------------------------------- | ------------------------------------------------------------------- |
| 1 – 1 000                                                 | 40                                                        | 18 821                                                    | 9,13%                                                     | legkisebb község: Kisfüzes                                          |
| 1 001 – 5 000                                             | 75                                                        | 124 811                                                   | 60,53%                                                    | városok: Pétervására, Gyöngyöspata, Kisköre, Bélapátfalva, Verpelét |
| 5 001 – 10 000                                            | 2                                                         | 10 892                                                    | 5,28%                                                     | Lőrinci, Füzesabony                                                 |
| 10 000 fölött                                             | 3                                                         | 51 657                                                    | 25,05%                                                    | Heves, Hatvan, Gyöngyös                                             |
| Összesen                                                  | 120                                                       | 206 181                                                   |                                                           |                                                                     |

## Jelöltállítás
Hat szervezet vett részt sikeresen a jelöltállítási folyamatban, négyen önálló, ketten pedig közös listát állítottak. A jelöltek száma 89 volt. A listák mindegyikét országos pártok állították.

### Listák
Lista állításához ajánlásokat kellett gyűjteni. Erre bő két hét állt rendelkezésre – augusztus 25. és szeptember 8. között. Ez alatt az idő alatt önálló lista állításához a választásra jogosultak 0,5%-ának, közös lista állításához 1%-ának aláírását kellett összegyűjteni. Heves megyében ez 1034, illetve 2067 darab ajánlást jelentett.
Az előző közgyűlés pártjai közül a Fidesz és a KDNP közös listát, míg az MSZP, illetve a Jobbik önálló listát állítottak. Először mérettette meg magát a DK, és az egyetlen országgyűlési képviselettel nem rendelkező lista a Szociáldemokratáké volt.
Az Együtt is próbálkozott a listaállítással, de elegendő ajánlás híján a választási szervek elutasították a nyilvántartásba vételt.
A legkevesebb jelölttel a Szociáldemokraták vágtak neki a választásnak (5 fő). A középmezőnyben a DK (15 fő), a Jobbik és az MSZP (20-20 fő) foglalt helyet, míg legtöbb jelölt a Fidesz-KDNP listáján szerepelt (29 fő).
| Lista   | Lista             | Lista   | Szervezet   | Szervezet                               | Szervezet   | Szervezet   | Jelöltek száma |
| #.      | neve              | típusa  |             | neve                                    | jellege     | hatóköre    | Jelöltek száma |
| ------- | ----------------- | ------- | ----------- | --------------------------------------- | ----------- | ----------- | -------------- |
| 1.      | Jobbik            | önálló  |             | Jobbik Magyarországért Mozgalom         | párt        | országos    | 20             |
| 2.      | Szociáldemokraták | önálló  |             | Szociáldemokraták Magyar Polgári Pártja | párt        | országos    | 5              |
| 3.      | Fidesz-KDNP       | közös   |             | Fidesz – Magyar Polgári Szövetség       | párt        | országos    | 29             |
| 3.      | Fidesz-KDNP       | közös   |             | Kereszténydemokrata Néppárt             | párt        | országos    | 29             |
| 4.      | MSZP              | önálló  |             | Magyar Szocialista Párt                 | párt        | országos    | 20             |
| 5.      | DK                | önálló  |             | Demokratikus Koalíció                   | párt        | országos    | 15             |
| 5 lista | 5 lista           | 5 lista | 6 szervezet | 6 szervezet                             | 6 szervezet | 6 szervezet | 89             |

### Jelöltek
| #. | Jobbik               | Szociáldemokraták   | FIDESZ-KDNP             | MSZP               | DK                   |
| -- | -------------------- | ------------------- | ----------------------- | ------------------ | -------------------- |
| #. |                      |                     |                         |                    |                      |
| 1. | Dudás Róbert         | Nemcsik János Endre | Szabó Róbert            | Érsek Zsolt        | Hegedüs János József |
| 2. | Faragó Tamás         | Molnár János        | Tóth Csaba              | Szabó Gyula József | Tóth György          |
| 3. | Orbán Gábor Gyula    | Szabó Sándor Miklós | Herman István           | dr. Nagy Imre      | Szilveszter Péterné  |
| 4. | Szűcsné Major Ildikó | Boday László        | Csik Balázs             | Kontra Gyula       | Varga János          |
| 5. | Kun Róbert           | Lakatos Sándor      | dr. Juhász Attila Simon | Biró József Pál    | Basa Zoltán          |

(A szavazólapokon a listák az első öt helyezettje szerepelt.)
| A további jelöltek | A további jelöltek    | A további jelöltek | A további jelöltek        | A további jelöltek | A további jelöltek     |
| ------------------ | --------------------- | ------------------ | ------------------------- | ------------------ | ---------------------- |
| 6.                 | Tóthné Veres Noémi    |                    | Jáger József              | Helgert Tiborné    | Szeredi Mónika         |
| 7.                 | Tóth György István    |                    | dr. Tóth József           | Vince János        | Kovácsné Pintér Ibolya |
| 8.                 | Szedlák Szabolcs      |                    | Kovács Béla               | Kertész Zoltán     | Fehér Sándor           |
| 9.                 | Nagy Sándor           |                    | Tóthné Szabó Anita        | Bocsi János        | Kis Endre              |
| 10.                | Jakab Lénárd          |                    | Sveiczer Sándor Péter     | Havellant László   | Beer Ferenc            |
| 11.                | Bolyki András         |                    | Forgó Gábor               | Buda Sándorné      | Jakabné Balázs Éva     |
| 12.                | Zámbor András         |                    | dr. Gondos István         | Hiesz György       | Dunai Katalin          |
| 13.                | Bus Árpád Zsolt       |                    | Pócs János                | Sós Tamás          | Ragó Zsigmond          |
| 14.                | Zagyva György         |                    | Havelant István           | [ 10 ]             | Serfőző Gyula Mihály   |
| 15.                | Gáspár Tamás Sándor   |                    | Bíró Edit                 | Boros Vince István | Boári István           |
| 16.                | Holló Gyula           |                    | Kómár József László       | Godó Lajos         |                        |
| 17.                | Hatalyák Péter László |                    | Farkas Sándor             | Sárosi Károly      |                        |
| 18.                | Kis Tamás             |                    | Verebélyi György          | Rabossai Sándorné  |                        |
| 19.                | Kévés Tamás           |                    | Teréki István Csaba       | Utassy Katalin     |                        |
| 20.                | Kovács András         |                    | dr. Ördög István          | Fekete László      |                        |
| 21.                |                       |                    | Vámosi László             | Orosz Bálint János |                        |
| 22.                |                       |                    | Bártfai Melinda           |                    |                        |
| 23.                |                       |                    | Udzeliné Murányi Enikő    |                    |                        |
| 24.                |                       |                    | Sári László               |                    |                        |
| 25.                |                       |                    | Debreceni-Maruzs Boglárka |                    |                        |
| 26.                |                       |                    | Bóta József Sándor        |                    |                        |
| 27.                |                       |                    | Homonnai Albert           |                    |                        |
| 28.                |                       |                    | dr. Tatár László          |                    |                        |
| 29.                |                       |                    | Petrik László             |                    |                        |

## Részvétel
|                                  |                                  |         | jogosultak arányában | szavazók arányában |
| -------------------------------- | -------------------------------- | ------- | -------------------- | ------------------ |
| Választójogosult                 | Választójogosult                 | 206 181 |                      |                    |
| Szavazó                          | Szavazó                          | 105 466 | 51,15%               |                    |
| érvényes szavazólap              | érvényes szavazólap              | 101 954 | 49,45%               | 96,67%             |
| érvénytelen / hiányzó szavazólap | érvénytelen / hiányzó szavazólap | 3 512   | 1,70%                | 3,33%              |
| Távolmaradó                      | Távolmaradó                      | 100 715 | 48,85%               |                    |

Minden második polgár szavazott
A 206 ezer szavazásra jogosult polgárból 105 ezer vett részt a választásokon (51%), közülük három és fél ezer szavazott érvénytelenül (3,3%).
A részvételi hajlandóság jelentősen eltért a különböző méretű településcsoportok között. A legkisebb községekben igen magas, a legnagyobb öt városban pedig átlag alatti volt a választói kedv. (A legfeljebb ezer fős településeken 66%, az ötezer fő fölötti településeken 45%.)
A legtöbb polgár Halmajugrán (83%) ment el szavazni, a legkevesebb pedig Atkáron (26%).
| Részvételi adatok településméret szerint | Részvételi adatok településméret szerint | Részvételi adatok településméret szerint | Részvételi adatok településméret szerint | Részvételi adatok településméret szerint | Részvételi adatok településméret szerint |
| Lakók száma                              | Település                                | Választó- jogosult                       | Szavazó                                  | Részvétel                                | Legnagyobb / legkisebb részvétel         |
| ---------------------------------------- | ---------------------------------------- | ---------------------------------------- | ---------------------------------------- | ---------------------------------------- | ---------------------------------------- |
| 1 – 1 000                                | 40                                       | 18 821                                   | 12 334                                   | 65,53%                                   | Ivád (80,73%) Szentdomonkos (45,74%)     |
| 1 001 – 5 000                            | 75                                       | 124 811                                  | 65 012                                   | 52,09%                                   | Halmajugra (82,88%) Atkár (25,97%)       |
| 1 – 5 000                                | 115                                      | 143 632                                  | 77 346                                   | 53,85%                                   |                                          |
| 5 001 – 10 000                           | Lőrinci                                  | 4 635                                    | 1 836                                    | 39,61%                                   |                                          |
| 5 001 – 10 000                           | Füzesabony                               | 6 257                                    | 3 054                                    | 48,81%                                   |                                          |
| 5 001 – 10 000                           | 2                                        | 10 892                                   | 4 890                                    | 44,90%                                   |                                          |
| 10 000 fölött                            | Heves                                    | 8 834                                    | 4 755                                    | 53,83%                                   |                                          |
| 10 000 fölött                            | Hatvan                                   | 17 508                                   | 6 565                                    | 37,50%                                   |                                          |
| 10 000 fölött                            | Gyöngyös                                 | 25 315                                   | 11 910                                   | 47,05%                                   |                                          |
| 10 000 fölött                            | 3                                        | 51 657                                   | 23 230                                   | 44,97%                                   |                                          |
| Összesen                                 | 120                                      | 206 181                                  | 105 466                                  | 51,15%                                   |                                          |

## Eredmény
| Lista    | Lista             | Érvényes szavazat | Érvényes szavazat | Küszöb | Képviselő | Képviselő |
| -------- | ----------------- | ----------------- | ----------------- | ------ | --------- | --------- |
|          | Fidesz-KDNP       | 49 338            | 48,39%            | ✓      | 8         | 53,33%    |
|          | Jobbik            | 30 167            | 29,59%            | ✓      | 4         | 26,67%    |
|          | MSZP              | 14 994            | 14,71%            | ✓      | 2         | 13,33%    |
|          | DK                | 6 404             | 6,28%             | ✓      | 1         | 6,67%     |
|          | Szociáldemokraták | 1 051             | 1,03%             | ✗      | 0         |           |
| Összesen | Összesen          | 101 954           |                   | 4/5    | 15        |           |

A szavazatszámláló bizottságok tagjai több mint százezer érvényes szavazatot számoltak össze. Ezek közül a legtöbb a Fidesz-KDNP listát támogatta, közel ötvenezres számuk 48%-os arányt jelentett. A voksok közel 30%-a érkezett a Jobbik listájára, míg ennek kevesebb mint a fele az MSZP-jére.
Az 5%-os bejutási küszöböt 5098 szavazat jelentette. Ezt az újoncként induló DK több mint ezer szavazattal haladta meg (6,3%), míg a szociáldemokraták ennek csak töredékét tudták összegyűjteni (1,0%).
A Fidesz-KDNP nyolc képviselői helyhez jutott, ezzel éppen megszerezve a közgyűlési többséget. A Jobbik négy, az MSZP kettő, a DK pedig egy képviselőt küldhetett a megyeházára.

## Az új közgyűlés
| \| 8 \| 4 \| 2 \| 1 \| |             |           |           |
| Lista                  | Lista       | Képviselő | Képviselő |
|                        | Fidesz-KDNP | 8         | 53%       |
|                        | Jobbik      | 4         | 27%       |
|                        | MSZP        | 2         | 13%       |
|                        | DK          | 1         | 7%        |
| Összesen               | Összesen    | 15        |           |
| 8                      | 4           | 2         | 1         |

Az új közgyűlés alakuló ülésén, október 27-én a hivatalban lévő Szabó Róbertet, a Fidesz-KDNP listavezetőjét választotta meg elnökének (15-ből 15 igen szavazattal). Főállású alelnök Herman István (15 igen), társadalmi megbízatású alelnök pedig Tóth Csaba (14 igen és 1 érvénytelen) lett – mindketten a Fidesz-KDNP képviselői.
Képviselőcsoportot csak a Fidesz-KDNP és a Jobbik tudott alakítani. Frakció nélkül, függetlenként végezhetik munkájukat az MSZP és a DK listájáról bejutott képviselők.

### A közgyűlés tagjai
| Fidesz-KDNP             |
| ----------------------- |
|                         |
| Szabó Róbert            |
| Tóth Csaba              |
| Herman István           |
| Csik Balázs             |
| dr. Juhász Attila Simon |
| Jáger József            |
| dr. Tóth József         |
| Kovács Béla             |

| Jobbik        |
| ------------- |
|               |
| Dudás Róbert  |
| Tóth Csaba    |
| Herman István |
| Csik Balázs   |

| MSZP               |
| ------------------ |
|                    |
| Érsek Zsolt        |
| Szabó Gyula József |

| DK                   |
| -------------------- |
|                      |
| Hegedüs János József |